# Opavský kongres
Opavský kongres (Troppauer Fürstenkongress, Opavský knížecí kongres) patří mezi kongresy monarchů z první třetiny 19. století. Konal se od 20. října do 20. prosince 1820 v Opavě. Popudem k jeho uspořádání byl revoluční vývoj v Neapoli v červenci toho roku.
Kníže Klemens Wenzel von Metternich pozval zástupce pěti evropských velmocí, aby se společně poradili o dalším politickém postupu. Za Rakousko, Rusko a Prusko se zúčastnili monarchové, korunní princové a diplomaté, zatímco Velkou Británii a Francii na jednání zastupovali jejich vyslanci.
Car Alexandr I. stejně jako císař František byli přítomni osobně, Prusko zastupoval korunní princ Bedřich Vilém. Panovníci byli doprovázeni svými ministry zahraničí Ioannidem Kapodistriasem, Metternichem a Karlem Augustem von Hardenbergem.
Metternich se pokoušel přimět státy na základě uzavřené Svaté aliance k dohodě na intervencích v těch zemích, které byly ohroženy revolucí. Kromě Království obojí Sicílie šlo také o intervence ve Španělsku a v Portugalsku, kde byla díky republikánským myšlenkám po napoleonských válkách zpochybňována další existence monarchie.
19. listopadu podepsali panovníci Rakouska, Ruska a Pruska protokol, kterým byla potvrzena Metternichova linie zásahu zvenčí v případech počínajících revolucí s cílem jejich potlačení a tím zachování statu quo z roku 1815. Velká Británie proti této dohodě protestovala.
20. prosince byl kongres ukončen bez přesné shody v otázce intervence v Království obojí Sicílie. Bylo však dohodnuto pokračování kongresu v Lublani 26. ledna 1821, kde měly být vyjasněny poslední detaily.